# Myrtle Avenue (métro de New York)
Myrtle Avenue est une station aérienne du métro de New York située dans le quartier de Bedford Stuyvesant, à Brooklyn. Elle est située sur la BMT Jamaica Line, issue de l'ancien réseau de la Brooklyn-Manhattan Transit Corporation (BMT). Le niveau supérieur, qui était autrefois desservi par la BMT Myrtle Avenue Line en direction de Downtown Brooklyn et Lower Manhattan n'est plus pourvu de voies et a été abandonné. Sur la base de la fréquentation, la station figurait au 149e rang sur 421 en 2012.
Au total, trois services y circulent :
- les métros J et M y transitent 24/7 ;
- la desserte Z y fonctionne skip-stop en semaine durant les heures de pointe dans la direction la plus encombrée.